# Gary Chapman (autor)
Gary Chapman (Winston-Salem, 10 de janeiro de 1938) é um pastor batista, conselheiro matrimonial e escritor estadunidense.

## Biografia
Chapman nasceu em 10 de janeiro de 1938 em China Grove (Carolina do Norte).
Ele estudou teologia no Moody Bible Institute e obteve um bacharelado em artes, depois estudou antropologia e obteve um mestrado no Wheaton College e Wake Forest University. Ele também obteve um mestrado em educação religiosa e um doutorado em educação de adultos no Southwestern Baptist Theological Seminary. Enquanto ele está prestes a sair como missionário na Nigéria, sua esposa adoece. Ele decide ficar nos Estados Unidos e se torna professor na Winston-Salem State University Winston-Salem.

### Ministério
Além de seu posto na Winston-Salem State University, tornou-se pastor em 1971, na Winston-Salem Calvary Baptist Church Carolina do Norte. Como conselheiro matrimonial, dá palestras em diferentes cidades, organiza seminários sobre o tema do casamento e dos relacionamentos e hospeda o programa de rádio  A Love Language Minute . Ele também é diretor da Consultoria Marriage and Family Life Inc., uma organização dedicada ao bem-estar da família e do casal. Em 1992, ele escreveu As cinco linguagens do Amor, que se tornará best-seller, vendido em 11 milhões de cópias e traduzido para 50 idiomas.